# Let's Sing 2016
Let's Sing 2016 (Let's Sing 8 en España) es el quinto juego de la serie de Let's Sing exclusivamente enfocado en el canto, desarrollado por Ravens Court y publicado por Deep Silver. Su lanzamiento oficial fue en Europa el 23 de octubre de 2015, para las plataformas Microsoft Windows, Wii, Wii U, PlayStation 4 y Xbox One. En América fue lanzado el 12 de noviembre de 2015.

## Características
Llamativa y moderna versión para la nueva generación de consolas: Let’s Sing 2016 está disponible para PS4 y Xbox One con vídeos en HD, interfaz en 3D, múltiples animaciones con mucho encanto y efectos especiales para Wii (compatible con WiiU).
- Exclusivo listado de canciones con artistas internacionales: 35 canciones de artistas de primera fila incluyendo los vídeos oficiales.
- Tecnología de vanguardia: Desde 2005 Voxler se ha centrado en ofrecer la mejor experiencia de juego para un título musical, basado en una gran tecnología para la interpretación musical optimizada con reconocimiento de voz y resultados en tiempo real.
- Canta con tus amigos: Let’s Sing 2016 es ideal para montar una fiesta con hasta 4 cantantes de forma simultánea en la Wii y hasta 8 en PS4 y Xbox One con diversos y fascinantes modos de juego.
- Diversión orientada a la fiesta: Estás aquí para pasarlo bien con tus amigos. Más allá de los grandes éxitos y la gran tecnología, el objetivo es reírse y pasar unos momentos únicos con tus amigos. Comienza una partida rápida y de forma fácil a través del intuitivo menú principal que te dará acceso a la lista de canciones.

## Lista de canciones

### Versión inglesa y estadounidense
Let's Sing 2016 se compone los siguientes 35 sencillos musicales:
| Canción                     | Artista                               | Año  |
| --------------------------- | ------------------------------------- | ---- |
| "A Sky Full of Stars"       | Coldplay                              | 2014 |
| "All About That Bass"       | Meghan Trainor                        | 2014 |
| "All of Me"                 | John Legend                           | 2013 |
| "Applause"                  | Lady Gaga                             | 2013 |
| "Bang Bang"                 | Jessie J, Ariana Grande y Nicki Minaj | 2014 |
| "Bleeding Love"             | Leona Lewis                           | 2007 |
| "Boom Clap"                 | Charli XCX                            | 2014 |
| "Budapest"                  | George Ezra                           | 2013 |
| "Chandelier"                | Sia                                   | 2014 |
| "Changing"                  | Sigma ft. Paloma Faith                | 2014 |
| "Don't Stop Me Now"         | Queen                                 | 1978 |
| "Friday I'm in Love"        | The Cure                              | 1972 |
| "Ghost"                     | Ella Henderson                        | 2014 |
| "Hideaway"                  | Kiesza                                | 2014 |
| "Hold My Hand"              | Jess Glynne                           | 2015 |
| "I Will Never Let You Down" | Rita Ora                              | 2014 |
| "It Must Have Been Love"    | Roxette                               | 1987 |
| "Let It Go"                 | Demi Lovato                           | 2013 |
| "Maneater"                  | Nelly Furtado                         | 2006 |
| "Moves Like Jagger"         | Maroon 5 ft. Christina Aguilera       | 2011 |
| "No Scrubs"                 | TLC                                   | 1999 |
| "Outside"                   | Calvin Harris ft. Ellie Goulding      | 2014 |
| "Party Rock Anthem"         | LMFAO                                 | 2011 |
| "Pompeii"                   | Bastille                              | 2012 |
| "Problem"                   | Ariana Grande ft. Iggy Azalea         | 2014 |
| "Real Love"                 | Clean Bandit y Jess Glynne            | 2014 |
| "Royals"                    | Lorde                                 | 2013 |
| "Stay With Me"              | Calvin Harris                         | 2014 |
| "Summer"                    | Sam Smith                             | 2014 |
| "The Nights"                | Avicii                                | 2014 |
| "Up"                        | Olly Murs y Demi Lovato               | 2014 |
| "Uptown Funk"               | Mark Ronson ft. Bruno Mars            | 2014 |
| "Wake Me Up"                | Avicii                                | 2013 |
| "We Are Young"              | Fun. ft. Janelle Monáe                | 2014 |
| "You're Beautiful"          | James Blunt                           | 2005 |